# Dia da Inconfidência
O Dia da Inconfidência, popularmente conhecido como Dia de Tiradentes ou simplesmente Tiradentes, é um dos feriados nacionais brasileiros. É uma homenagem ao herói nacional brasileiro Tiradentes, mártir da Inconfidência Mineira. É celebrado no dia 21 de abril, pois a execução de Tiradentes deu-se neste dia, no ano de 1792. O feriado foi criado no ano de 1965.